# Капалъчаршъ
Капалъчаршъ (на турски: Kapalıçarşı – Закрит пазар) е покрит пазар в Истанбул, Турция.
Той е сред най-старите и най-големите покрити пазари в света. Обхваща 61 покрити улици с над 4 хиляди магазина, които обслужват между 250 и 400 хиляди клиенти дневно.
Разположен е в централния район Фатих, между джамията Нуруосмание и Баязидовата джамия. Изграждането на пазара започва при султан Мехмед II през 1455 година и продължава до XVIII век.